# Engelse kerk (Middelburg)
De Engelse kerk is een laat-gotische kapel in Middelburg in de provincie Zeeland, dat deel uitmaakte van het klooster van de orde der Cellebroerders.  

## Geschiedenis
De oorspronkelijke laatgotische kapel werd gebouwd tussen 1471 en 1484 als onderdeel van het klooster toen de Cellebroeders zich vestigden in Middelburg. Tijdens de reformatie werd in 1574 het klooster opgeheven en ingericht als tapijtwerkplaats. Vanaf 1629 werd de kapel met toestemming van de magistraat van Middelburg door de Engelse Gemeente als kerk in gebruik genomen. In 1611 werd een deel van het klooster als krankzinnigengesticht (simpelhuis) ingericht. Toen in 1921 de Engelse Gemeente werd opgeheven, werd de kerk overgedragen aan de Hervormde Gemeente maar bleef wel de benaming Engelse kerk behouden.
De Waalse kerk of zogenoemde Fransche Kerk werd in Middelburg gesticht in 1574 en is daarmee de oudste protestantse Francofone gemeenschap in Nederland. De Waalse gemeente had een eigen kerkgebouw in de Sint-Pieterstraat dat in mei 1940 vernietigd werd bij het Bombardement op Middelburg. Hierna hield zij tot 1953 diensten in de Engelse kerk, waarna zij gebruik ging maken van de doopsgezinde kerk. Vanaf 2011 tot voorjaar 2024 heeft de gemeente opnieuw de Engelse kerk gehuurd.

## Beschrijving
Het kerkgebouw is een eenbeukige kerk met een 3/8 koorsluiting gebouwd met baksteen en de omlijstingen van de hoge puntboogvensters zijn van natuursteen. Het poortje heeft een Tudorboog met daarboven een waterlijst met een drieledig venster dat bekroond wordt met een kielboog met kruisbloem. De kansel stamt uit de 17e eeuw. Het kerkorgel werd door de Engelse gemeente aangekocht en in 1761 gebouwd door orgel- en klavecimbelbouwer Gerard Steevens uit Den Haag. In 1956 werd het orgel samen met de kerk gerestaureerd waarbij het van de absis aan de westzijde verplaatst werd naar de galerij boven de consistoriekamer en het portaal.
Thans (sinds 2024) is het complex in gebruik als multi-functioneel Art Centre, onder leiding van portret- en kunstschilder André Romijn.

## Galerij

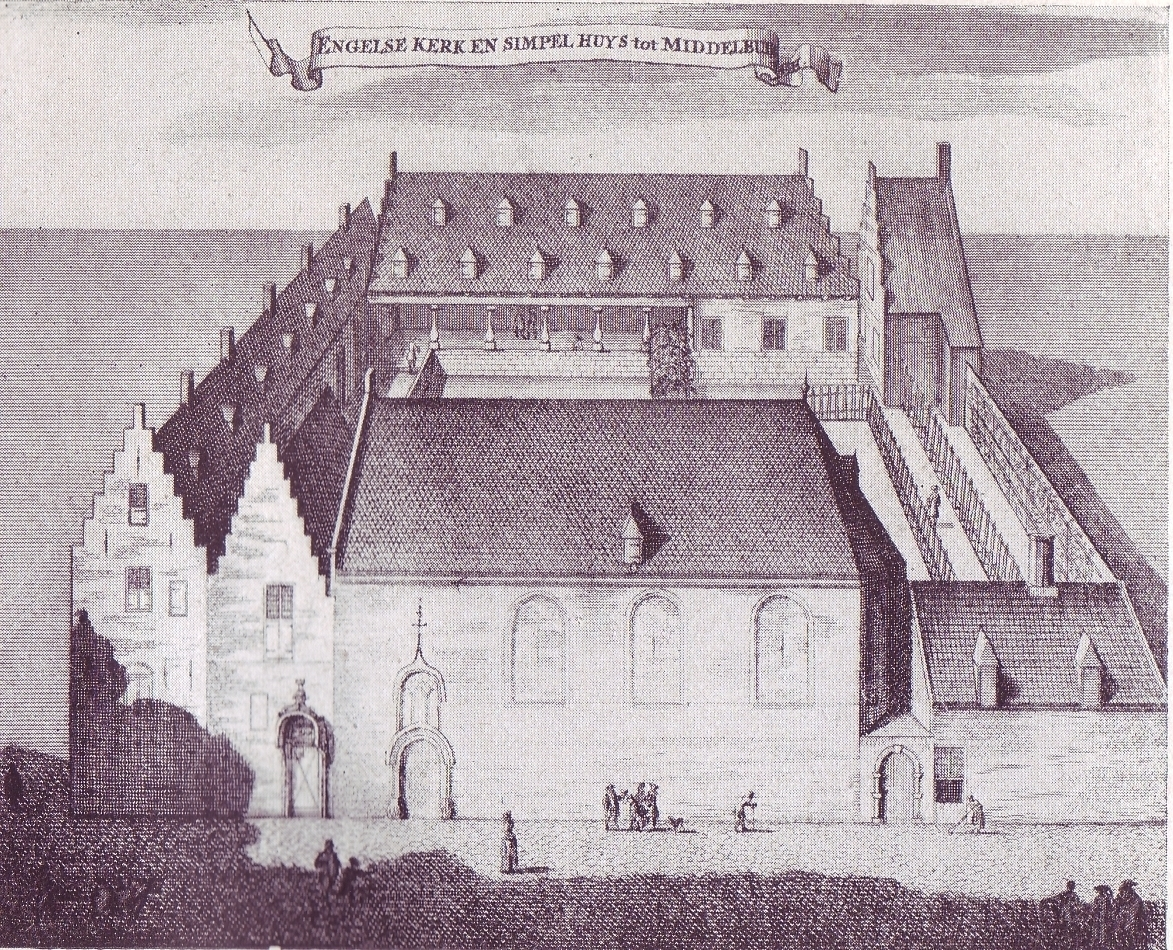
Engelse kerk en simpelhuys omstreeks 1700
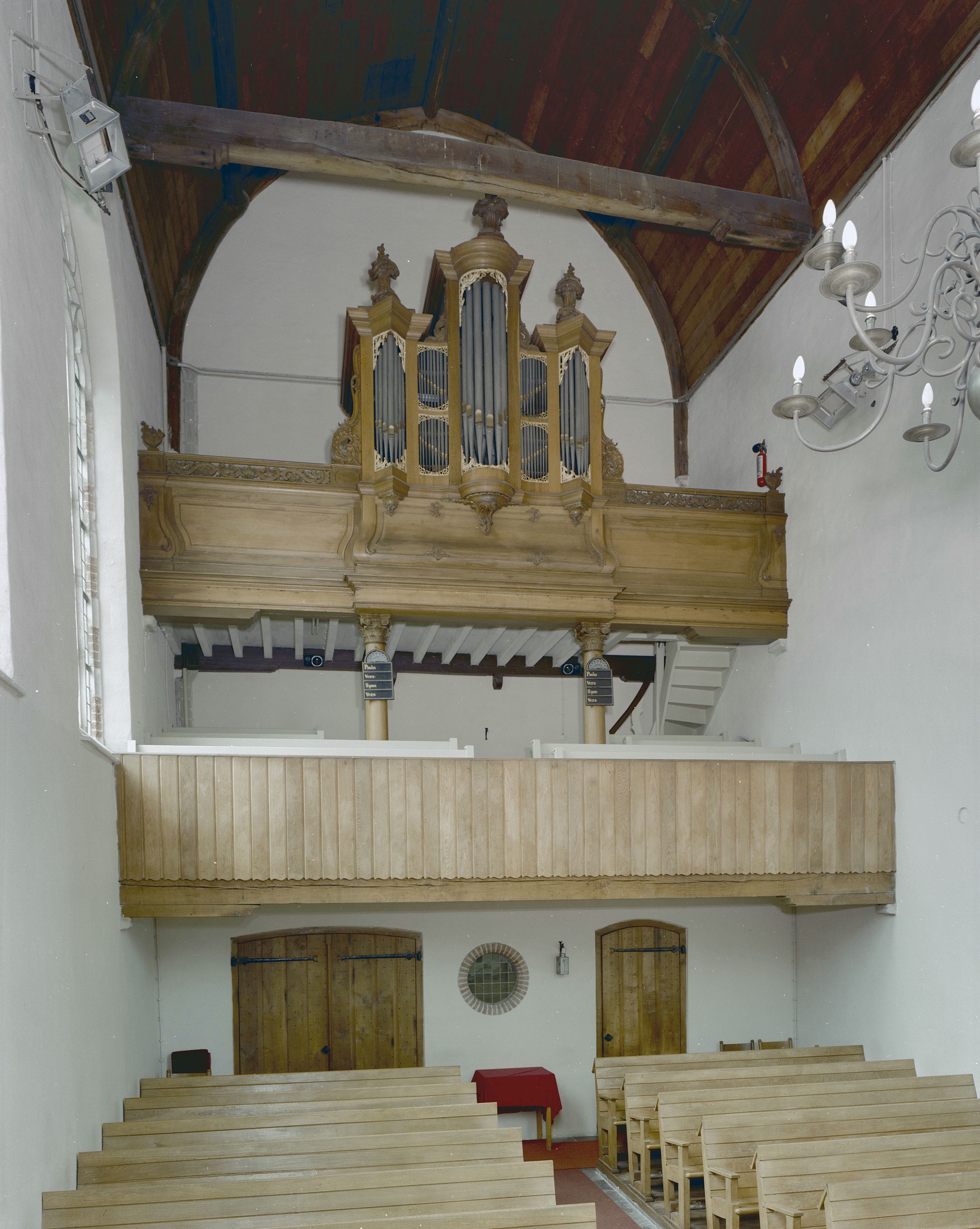
Interieur met orgel
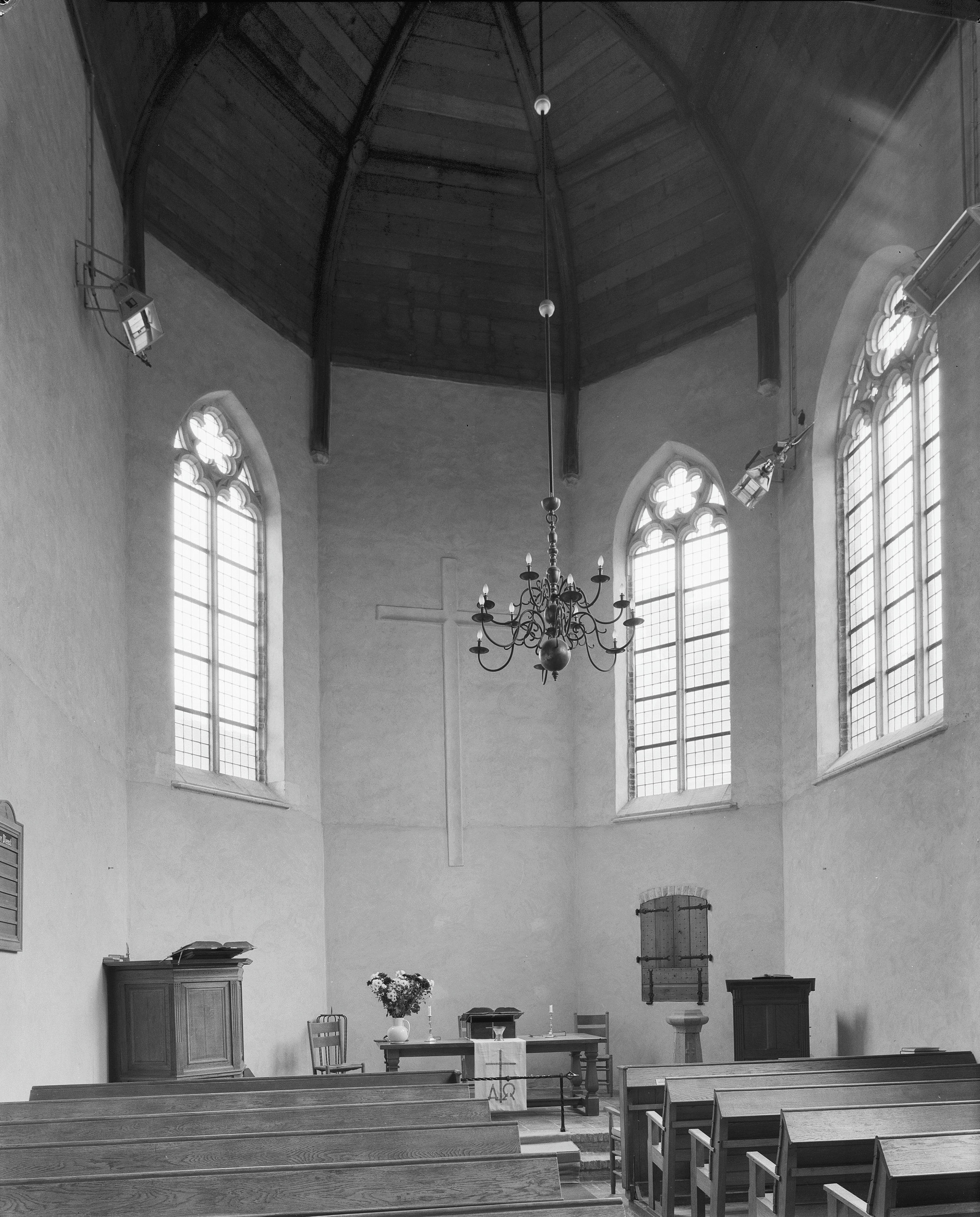
Interieur met zicht op koorsluiting
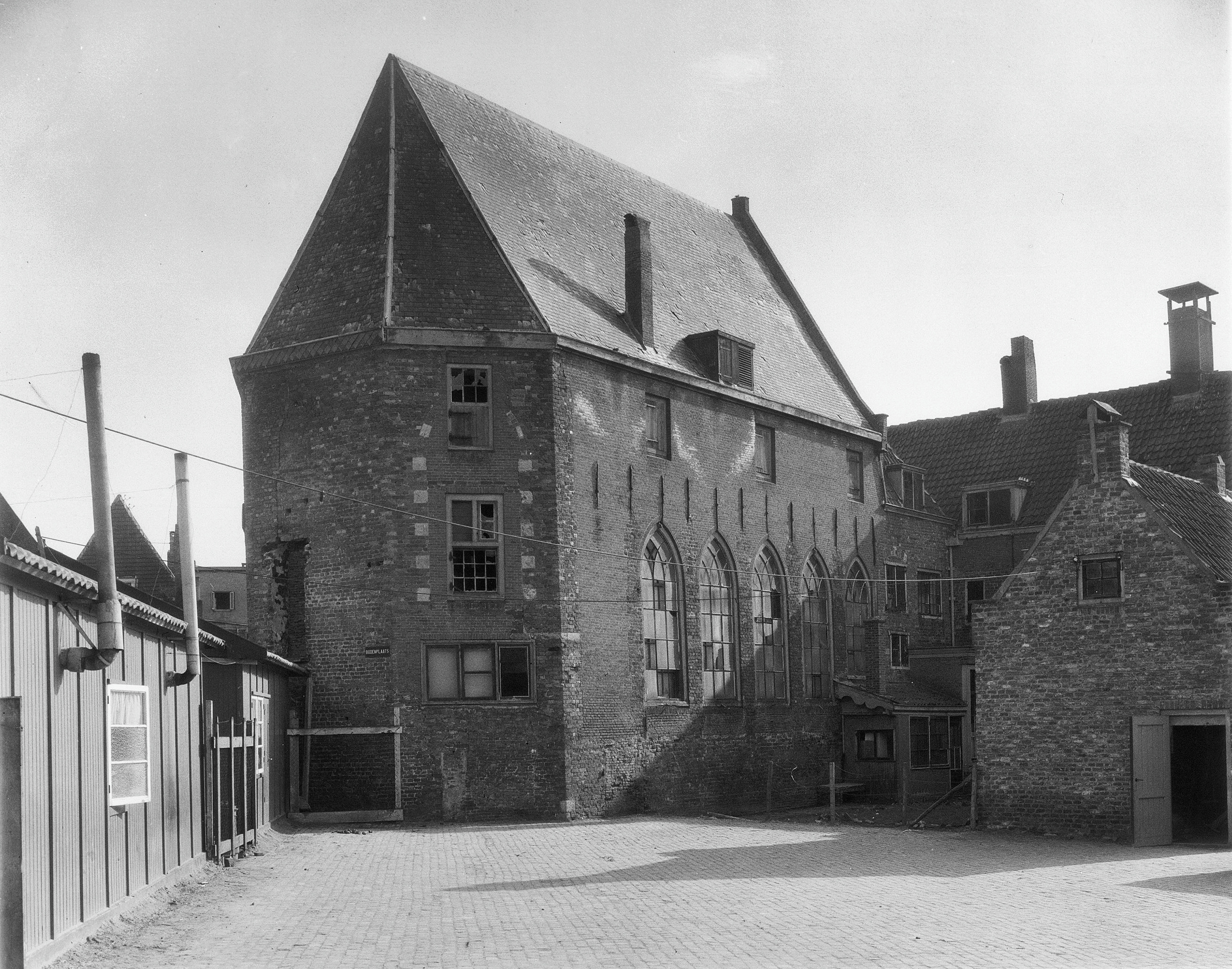
De kerk anno 1952